# Rhythm Paradise (série)
Rhythm Paradise, conhecido como Rhythm Heaven nos EUA, Rhythm Tengoku no Japão, e Rhythm World na Coreia do Sul, é uma série de jogos de ritmo desenvolvida e publicada pela Nintendo. Neles, os jogadores jogam uma coleção de minijogos de ritmo, cada um com seu próprio conjunto de regras. A série é lançada principalmente em consoles Nintendo, incluindo Game Boy Advance, Nintendo DS, Nintendo 3DS, Nintendo Wii e Nintendo Switch . O jogo original, Rhythm Tengoku, também foi lançado em fliperamas no gabinete Sega NAOMI . A música é composta principalmente pelo cantor japonês Tsunku e pelo compositor da Nintendo Masami Yone.

## Jogabilidade
Na série Rhythm Paradise, os jogadores jogam conjuntos de minijogos de ritmo conhecidos como Jogos de Ritmo ("Rhythm Games"). A jogabilidade se foca em sinais sonoros em vez de sinais visuais para transmitir informações aos jogadores. Ele apresenta uma série de fases únicas que têm seu próprio tipo de ritmo e jogabilidade. Os jogadores seguem o ritmo (em alguns jogos de ritmo como um personagem) até o final, quando recebem uma pontuação com base em seu desempenho. Na maioria dos jogos Rhythm Heaven, os jogos são agrupados em conjuntos com 4 a 6 Jogos de Ritmo no total em cada conjunto, com 4 a 5 fases principais e 1 "remix" no final. A última fase de cada conjunto geralmente é um remix dos jogos anteriores do conjunto sendo jogados todos ao mesmo tempo. Os jogos mudam ao longo do remix, que é acompanhado por uma nova música. Os conjuntos posteriores contêm continuações da maioria dos Jogos de Ritmo, e os remixes contêm mais Jogos de Ritmo, não sendo específicos do conjunto. O objetivo de cada Jogo de Ritmo é adequar o ritmo ao jogo, o que o jogo espera dos jogadores, variando de fase para fase. O jogo depende principalmente de sinais sonoros para indicar o ritmo; embora também use sinais visuais, o jogo também subverte as expectativas dos jogadores com eles. Cada jogo de ritmo geralmente dura de 1 a 2 minutos, com exceções raras.
No final de cada fase, os jogadores recebem uma das três classificações, cada uma com base em seu desempenho nas fases. Obter uma classificação "Try Again" ("Tentar Novamente") significa que o jogador falhou e terá que repetir o nível. Receber uma classificação "OK" significa que o jogador jogou bem o suficiente para passar. Obter a classificação "Superb" ("Excelente") significa que o jogador não apenas passou de nível, mas também se saiu muito bem nele. Ao obter a classificação "Excelente", o jogador ganha uma medalha que pode ser usada para desbloquear modos de jogo extras, como Jogos Infinitos, e também permite que o jogador seja elegível para as Campanhas Perfeitas selecionadas aleatoriamente. Se uma fase for muito difícil, o jogo permite que você pule níveis quando os jogadores obtiverem a classificação "Tente Novamente" três vezes consecutivas, na maioria das fases.
Em algumas ocasiões, os jogadores podem tentar uma Campanha Perfeita de uma fase selecionada aleatoriamente no qual eles tenham uma classificação "Superb". Se os jogadores cometerem algum erro na fase durante a tentativa, uma vida/chance será perdida e o jogador deverá reiniciar o estágio desde o início. Os jogadores têm três vidas/chances para tentar isso antes que desapareça ou passe para outro jogo de ritmo. Os jogadores que tiverem sucesso receberão um certificado no jogo, bem como um presente (variando de acordo com o ritmo do jogo).

## História e desenvolvimento
O primeiro jogo, Rhythm Tengoku, começou a ser desenvolvido em 2002, sob o título provisório de Rhythm IQ, quando Kazuyoshi Osawa, o programador do jogo, criou uma demonstração técnica para o Game Boy Advance, onde os jogadores podiam tocar uma bateria, com cada botão no console sendo designado para um tambor diferente. Osawa já havia se envolvido no desenvolvimento da série de jogos WarioWare . Em 2004, Tsunku apresentou à Nintendo sua proposta de um jogo de ritmo que não dependesse de indicadores visuais para seu ritmo. Osawa estava preocupado que as pessoas pudessem não gostar devido à falta de algo semelhante à uma partitura, o que poderia só atrair um público muito específico. Foi decidido que seria lançado no GBA devido ao desejo de Osawa por uma tela menor e portabilidade. Após o lançamento do jogo no Japão em 2006, a SEGA abordou a equipe de desenvolvimento para co-desenvolver um jogo Rhythm Tengoku para fliperamas, lançado no Sega NAOMI em 2007. Isso se deveu à popularidade do jogo entre sua equipe de desenvolvimento. Osawa levou esta oferta ao conhecimento do presidente da Nintendo, Satoru Iwata, e de outros que aprovaram a ideia.
Durante o desenvolvimento do próximo jogo Rhythm Paradise para o Nintendo DS, Kazuyoshi Osawa queria aproveitar a tela sensível ao toque do DS. Devido a isso, o desenvolvimento do jogo "não foi fácil" para a equipe. Como Osawa não gostou da ideia de usar botões, ele considerou uma mecânica de controle que envolvesse a tela sensível ao toque. Encontrar o método ideal de controle exigiu muito esforço e tempo. Por exemplo, a capacidade de tocar na borda da tela sensível ao toque foi considerada, mas foi considerada muito difícil. A ação "Flick" levou cerca de "dois a três meses" para pesquisar e "seis meses" para finalmente adaptar o controle ao jogo.

## Jogos
| 2006 | Rhythm Tengoku                 |
| 2007 |                                |
| 2008 | Rhythm Paradise                |
| 2009 |                                |
| 2010 |                                |
| 2011 | Beat the Beat: Rhythm Paradise |
| 2012 |                                |
| 2013 |                                |
| 2014 |                                |
| 2015 | Rhythm Paradise Megamix        |
| 2016 |                                |
| 2017 |                                |
| 2018 |                                |
| 2019 |                                |
| 2020 |                                |
| 2021 |                                |
| 2022 |                                |
| 2023 |                                |
| 2024 |                                |
| 2025 |                                |
| 2026 | Rhythm Paradise Groove         |

A série Rhythm Paradise atualmente tem cinco jogos: Rhythm Tengoku, Rhythm Paradise, Beat the Beat: Rhythm Paradise, Rhythm Paradise Megamix e Rhythm Paradise Groove. Cada jogo introduz novos conceitos e mecânicas de jogo.

### Rhythm Tengoku(2006)
Rhythm Tengoku é o primeiro jogo da série Rhythm Paradise. Este jogo foi lançado apenas no Japão em 3 de agosto de 2006 no Game Boy Advance . Há 48 Jogos de Ritmo neste jogo, 8 conjuntos de 6, incluindo uma remix por conjunto. A versão para Game Boy Advance também inclui 4 Jogos Infinitos (2 dos quais foram adaptados de Jogos de Ritmo regulares) e 4 Brinquedos de Ritmo ("Rhythm Toys"), brinquedos extras baseados em ritmo para o jogador brincar. O jogo também teve um lançamento arcade no Sega NAOMI apresentando apenas os 48 Jogos de Ritmo regulares, além das versões bônus "Tempo-Up!" dos primeiros 6.

### Rhythm Paradise(2008)
Rhythm Paradise, conhecido como Rhythm Heaven nos EUA e Rhythm Tengoku Gold no Japão, é a segunda entrada da série Rhythm Paradise. Este jogo é a primeira versão com localização fora do Japão da série, lançada no Japão em 31 de julho de 2008 e lançada na América do Norte, Europa, Austrália e Coreia ao longo de 2009 no Nintendo DS. São 50 Jogos de Ritmo, 10 conjuntos de 5, incluindo 1 remix por conjunto. O jogo também inclui 6 Jogos Infinitos (um dos quais foi adaptado de um Jogo de Ritmo normal) e 7 Brinquedos de Ritmo. Em vez de usar métodos de controle tradicionais como botões, o jogo opta por usar a tela sensível ao toque do DS como método de controle. Os jogadores podem mover, tocar e deslizar a caneta na tela de toque para controlar o jogo.

### Beat the Beat: Rhythm Paradise(2011)
Beat The Beat: Rhythm Paradise, conhecido como Rhythm Heaven Fever nos EUA, Minna No Rhythm Tengoku no Japão, e Rhythm World Wii na Coreia, é o terceiro jogo da série Rhythm Paradise, lançado no Wii. Este jogo foi lançado no Japão em 21 de julho de 2011 e lançado em outros países ao longo de 2012. Este jogo introduz o conceito de segurar e pressionar dois botões ao mesmo tempo; neste caso, os botões A e B do Wii Remote. Os jogadores alternam pressionando apenas o botão A, pressionando os botões A e B ou alternando entre os dois métodos de controle. Semelhante ao jogo anterior, há 50 Jogos de Ritmo no total, com 10 deles sendo remixes. Ele também tem um modo para dois jogadores, contendo 8 Jogos de Ritmo modificados para acomodar um segundo jogador. Há 5 Jogos Infinitos, incluindo um Remix Infinito, 5 Jogos Infinitos para dois jogadores (um dos quais adaptado de um Jogos de Ritmo regular), 4 Brinquedos de Ritmo e 5 Jogos de Ritmo extras trazidos de volta do Rhythm Tengoku. Este jogo também foi lançado digitalmente na eShop do Nintendo Wii U como um jogo do Wii Virtual Console em 2016.

### Rhythm Paradise Megamix(2015)
Rhythm Paradise Megamix, também conhecido como Rhythm Heaven Megamix nos EUA, Rhythm Tengoku: The Best Plus no Japão, e Rhythm World: The Best Plus na Coreia, é a quarta entrada da série Rhythm Paradise, lançada no Nintendo 3DS . Este jogo foi lançado no Japão em 11 de junho de 2015 e lançado em outros países ao longo de 2016. Este jogo é uma compilação de todos os jogos Rhythm Paradise anteriores, incluindo 63 Jogos de Ritmo dos três jogos Rhythm Paradise anteriores (18 dos quais são desbloqueados na loja do jogo), 19 novos, 12 versões abreviadas de jogos anteriores, 4 Jogos Infinitos (um de cada título anterior e um novo) e 10 novos remixes, totalizando 108 jogos no total. Este jogo apresenta o Score Meter, que torna a pontuação do jogo menos fixa. O jogo apresenta um modo história, que se diferencia do formato tradicional do Rhythm Paradise. Este jogo pode ser controlado com os botões e os botões direcionais, ou com a tela sensível ao toque, embora os controles de toque sejam simplificados em relação à versão DS.

### Rhythm Paradise Groove(2026)
Rhythm Paradise Groove, conhecido como Rhythm Heaven Groove nos EUA, Rhythm Tengoku: Miracle Stars no Japão e Rhythm Heaven: Miracle Stars na Coreia, é uma próxima entrada na série Rhythm Paradise, com lançamento previsto para o Nintendo Switch.

## Recepção
| Jogo                           | Metacritic       |
| ------------------------------ | ---------------- |
| Rhythm Tengoku                 | —                |
| Rhythm Paradise                | 83 (48 análises) |
| Beat The Beat: Rhythm Paradise | 83 (56 análises) |
| Rhythm Paradise Megamix        | 83 (37 análises) |
| Rhythm Paradise Groove         | —                |

A série Rhythm Paradise recebeu, em geral, análises favoráveis dos críticos. Os três lançamentos internacionais obtiveram nota 83/100 no site de agregação de análises Metacritic . Sobre a versão para Nintendo DS, os críticos do IGN dizem que o jogo é "diferente de tudo que você já jogou, sem mencionar que é incrivelmente divertido e igualmente viciante". Os críticos da Wired dizem que este jogo é "exatamente o tipo de jogo novo, profundo e desafiador que as pessoas acusam a Nintendo de não criar mais". Sobre a versão para Wii, Jose Otero da 1Up.com deu ao jogo um A−, afirmando: "A quantidade de quilometragem que a Nintendo extrai da jogabilidade de dois botões do Rhythm Heaven Fever é notável - mais de 50 minijogos, incluindo fases regulares, brinquedos de ritmo e jogos infinitos para jogar - especialmente em uma época em que o tipo de jogo que eu normalmente consumo exige mais botões". Kyle Hilliard da Game Informer descreve o lançamento no Wii como um "jogo viciante, original e muitas vezes hilário". O lançamento original no Game Boy Advance recebeu um Prêmio de Excelência em Entretenimento no 10º Festival Anual de Artes de Mídia do Japão em 2006. Abigail Kwak do The Gamer considera a série como um todo "tão memorável" que eles "ainda inicializam nossos Wiis para jogar clássicos como Rhythm Heaven Fever até hoje". Da mesma forma, Logan Plant do IGN acredita que a série Rhythm Paradise é uma das melhores e mais estranhas franquias da Nintendo, e deve ser trazida de volta devido à falta de um título desde o Megamix em 2016.

## Legado
A série foi bastante referenciada na série WarioWare, principalmente devido ao envolvimento anterior de Osawa em ambas as séries.